# Akeleje
Akeleje (Aquilegia) er en slægt med mange arter på den nordlige halvkugle. Det er stauder eller sjældnere: enårige urter, som har følgende fællestræk: Bladene er dobbelt snitdelte med afrundede og helrandede småblade. Blade og stængler er glatte. Blomsterne bæres i oprette stande for enden af særlige skud. De er regelmæssige med de inderste fem kronblade omdannet til lange nektarsporer.
| Beskrevne arter |

- Almindelig akeleje (Aquilegia vulgaris)
- Alpeakeleje (Aquilegia alpina)
- Coloradoakeleje (Aquilegia coerulea)
- Haveakeleje (Aquilegia cultorum)
- Mørk akeleje (Aquilegia atrata)

| Andre arter |

| - Aquilegia afghanica - Aquilegia amurensis - Aquilegia atrovinosa - Aquilegia aurea - Aquilegia baluchistanica - Aquilegia barbaricina - Aquilegia barnebyi - Aquilegia bernardii - Aquilegia bertolonii - Aquilegia borodinii - Aquilegia brachyceras - Aquilegia brevistyla - Aquilegia buergeriana - Aquilegia canadensis - Aquilegia champagnatii - Aquilegia chaplinei - Aquilegia chitralensis - Aquilegia chrysantha - Aquilegia coerulea - Aquilegia colchica - Aquilegia desertorum - Aquilegia dinarica - Aquilegia dumeticola - Aquilegia ecalcarata | - Aquilegia einseleana - Aquilegia elegantula - Aquilegia euchroma - Aquilegia eximia - Aquilegia flabellata - Aquilegia flavescens - Aquilegia formosa - Aquilegia fragrans - Aquilegia glandulosa - Aquilegia gracillima - Aquilegia grata - Aquilegia hinckleyana - Aquilegia incurvata - Aquilegia jonesii - Aquilegia kareliniana - Aquilegia kitaibelii - Aquilegia kurramensis - Aquilegia lactiflora - Aquilegia laramiensis - Aquilegia litardierei - Aquilegia longissima - Aquilegia maimanica - Aquilegia micrantha - Aquilegia microcentra | - Aquilegia moorcroftiana - Aquilegia nigricans - Aquilegia nivalis - Aquilegia nugorensis - Aquilegia nuragica - Aquilegia olympica - Aquilegia ottonis - Aquilegia oxysepala - Aquilegia pancicii - Aquilegia parviflora - Aquilegia pubescens - Aquilegia pubiflora - Aquilegia pyrenaica - Aquilegia rockii - Aquilegia saximontana - Aquilegia scopulorum - Aquilegia shockleyi - Aquilegia sibirica - Aquilegia skinneri - Aquilegia thalictrifolia - Aquilegia transsilvanica - Aquilegia viridiflora - Aquilegia viscosa - Aquilegia yabeana |